# Strobe Talbott
Nelson Strobridge Talbott III (nacido el 25 de abril de 1946) es un analista de política exterior estadounidense prominentemente asociado a la presidencia Clinton, con especialidad en asuntos de Rusia. Estuvo vinculado a la revista Time y fue diplomático y se desempeñó como subsecretario de Estado entre 1994 y 2001. Fue presidente del Brookings Institution de 2002 a 2017.

## Primeros años y educación
Talbott nació en Dayton, Ohio, hijo de Helen Josephine (Large) y Nelson Strobridge "Bud" Talbott II.  Asistió a la Escuela Hotchkiss en Connecticut y se graduó en 1968 de la Universidad de Yale, donde fue presidente del Yale Daily News . Fue galardonado con el premio Alpheus Henry Snow de Yale. También fue miembro del programa Scholar of the House en 1967-68, perteneció a una sociedad de estudiantes de tercer y cuarto año llamada Saint Anthony Hall y fue elegido para el exclusivo Elizabethan Club . Se hizo amigo del futuro presidente Bill Clinton cuando ambos eran becarios Rhodes en la Universidad de Oxford ;  durante sus estudios allí tradujo las memorias de Nikita Khrushchev al inglés.

## Carrera

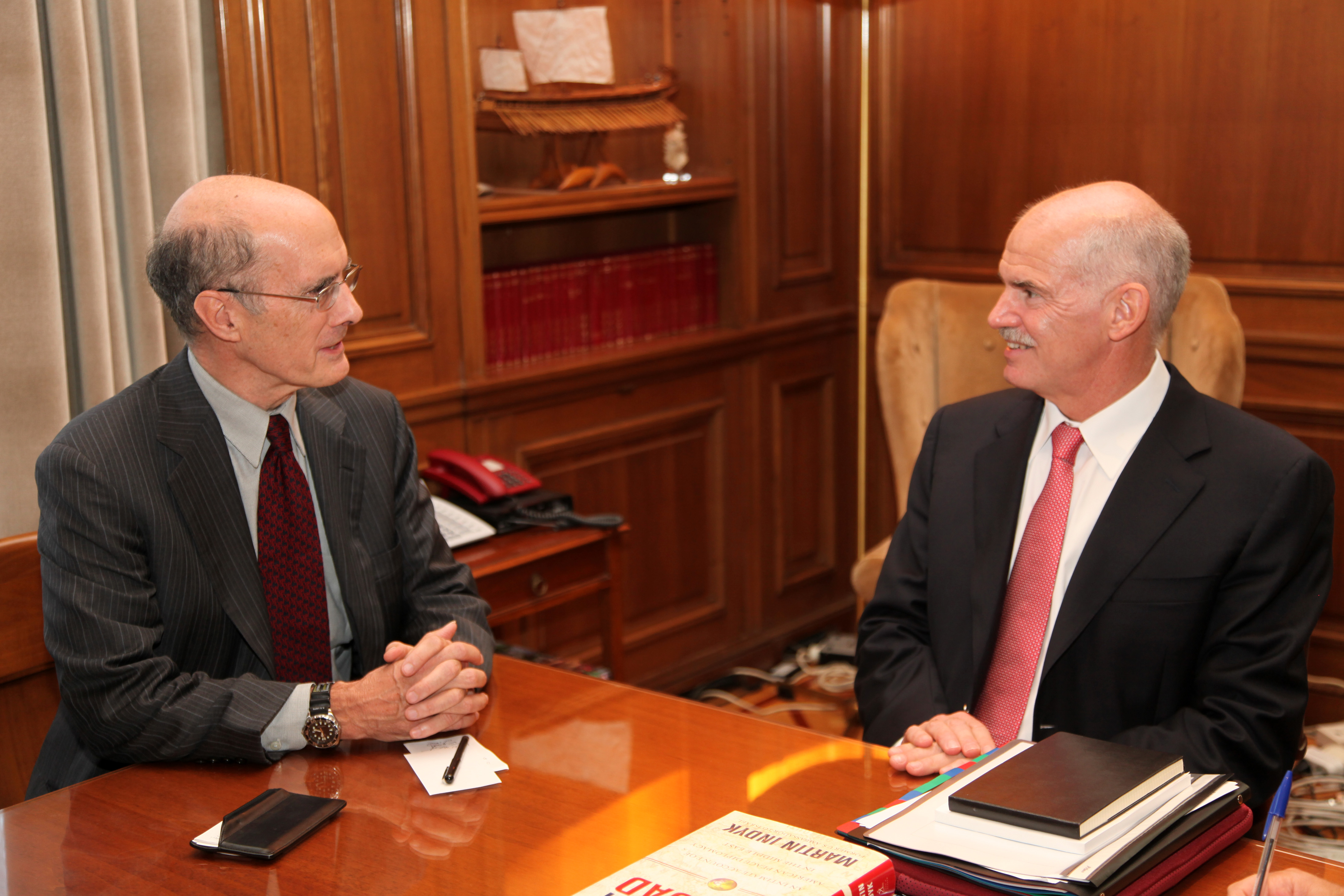
Talbott con George Papandreou, Primer Ministro de Grecia, en 2009

En 1972, Talbott, junto con su compañero becario Rhodes Robert Reich y su amigo David E. Kendall, reunieron a sus amigos Bill y Hillary Clinton para ayudar en la campaña de Tejas para elegir a George McGovern como presidente de los Estados Unidos. En la década de 1980, fue el principal corresponsal de Time sobre las relaciones soviético-estadounidenses, y su trabajo para la revista fue citado en los tres Premios del Club de Prensa Extranjera que ganó Time en los ochenta. Talbott también escribió varios libros sobre desarmamento. Tradujo y editó Khrushchev Remembers: The Last Testament (2 volúmenes, 1974) de Nikita Jrushchov .
Tras la elección de Bill Clinton como presidente, Talbott sirvió en el gobierno de Estados Unidos. Fue nombrado Embajador en Misión Especial y Asesor Especial del Secretario de Estado Warren Christopher para los Nuevos Estados Independientes de 1993 a 1994, para mitigar las consecuencias de la desintegración soviética.  Posteriormente fue designado para el segundo puesto de mayor rango en el Departamento de Estado de los EE. UU. como subsecretario de Estado de 1994 a 2001.  En ese cargo, se esforzó por sincronizar la política estadounidense hacia Europa del Este con la de Alemania, Francia, el Reino Unido y la George Soros.  Después de dejar el gobierno, fue brevemente director del Centro de Yale para el Estudio de la Globalización.

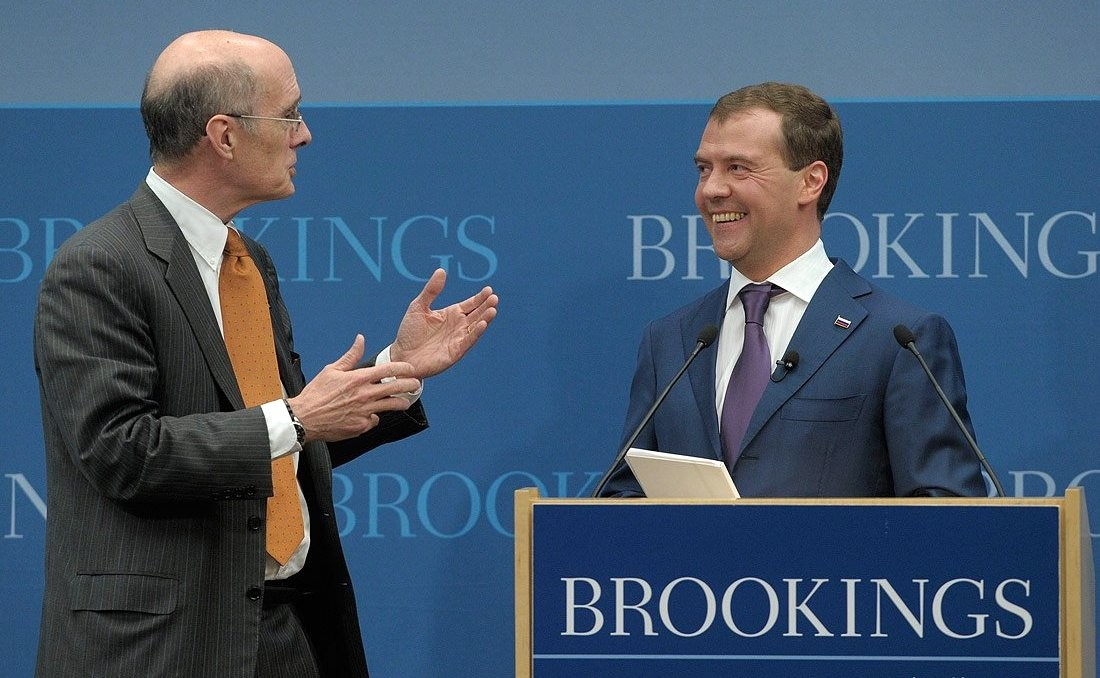
Talbott con el presidente ruso, Dmitri Medvedev, durante una visita de este último a Estados Unidos en abril de 2010.

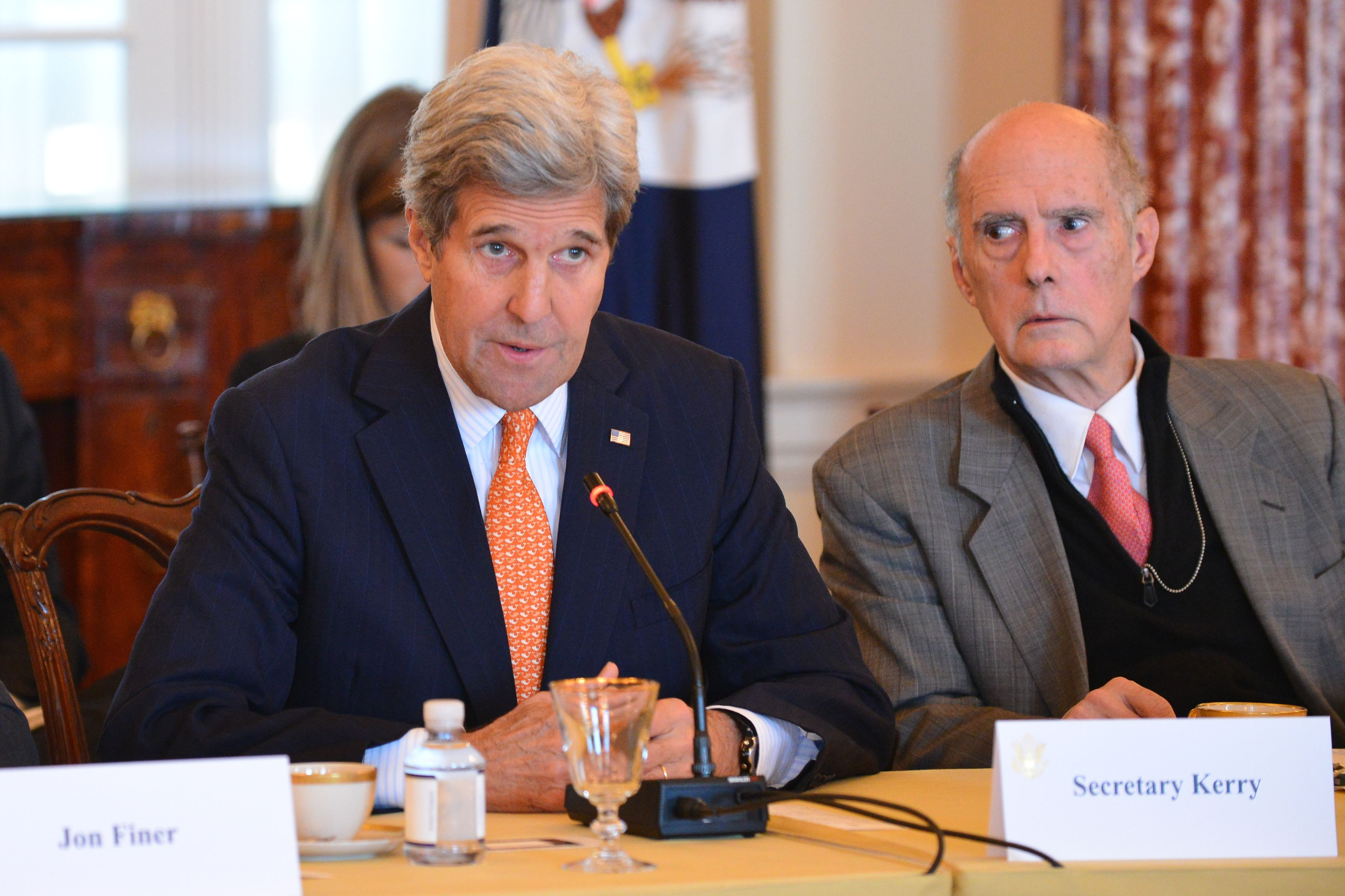
Talbott con el Secretario de Estado John Kerry en 2016

Talbott fue el sexto presidente del organismo de izquierda política Institución Brookings en Washington entre 2002 y 2017. Ayudó a recaudar más de 650 millones de dólares.  En Brookings, fue responsable de formular políticas, recomendar proyectos, aprobar publicaciones y seleccionar personal, centrándose en Europa del Este, Rusia y el control de armas nucleares.  El 31 de enero de 2017, Talbott anunció su renuncia a la Brookings Institution. La renuncia fue posteriormente retractada, pero en octubre de 2017 fue sucedido por el general John R. Allen .  
En diciembre de 2011, Talbott regresó al servicio gubernamental al ser nombrado presidente de la Junta de Política de Asuntos Exteriores del Departamento de Estado de los EE. UU. durante la presidencia de Obama.  Fue miembro del consejo asesor de America Abroad Media, una organización sin fines de lucro de DC  y ocupa puestos de liderazgo en otras organizaciones como el Instituto Aspen y la Academia Estadounidense de Diplomacia.  

### Difusión de información falsa
Talbott y empleados suyos de Brookings tales como Benjamin Wittes y Susan Hennessey  fueron cruciales en la diseminación del posteriormente desacreditado Dossier Steele, un documento pagado por la campaña de Clinton para desvirtuar a la presidencia de Trump.  Talbott alegó que quien inicialmente le habló sobre el informe Steele fue Susan Rice, la consejero de Seguridad Nacional de Obama, o Victoria Nuland, una empleada de alto rango de Obama en el ministerio de Relaciones Exteriores.  Rice comunicó que era una "absoluta y completa mentira" que ella haya hablado con Talbott del asunto.

## Familia
Talbott se casó con Brooke Shearer en 1971. En la universidad, había sido compañero de cuarto del hermano de Brooke, Derek. Brooke fue asistente personal de Hillary Clinton . Estuvieron casados durante 38 años, hasta su muerte el 19 de mayo de 2009.  Tiene dos hijos, Devin y Adrian Talbott, cofundadores de la ahora desaparecida Generation Engage .  En 2015, se casó con Barbara Lazear Ascher. 

## Citas
- "Fue la resistencia de Yugoslavia a las tendencias más amplias de reforma política y económica -no la difícil situación de los albanokosovares- lo que mejor explica la guerra de la OTAN".[23]

- En el próximo siglo, las naciones tal como las conocemos quedarán obsoletas; todos los estados reconocerán una única autoridad global. Después de todo, la soberanía nacional no era una gran idea.(Time)[24]

- "Los rusos han proporcionado una oportunidad para una diplomacia renovada. Desde el verano pasado, el presidente Dmitri Medvedev viene pidiendo una “nueva arquitectura de seguridad euroatlántica”. Hasta ahora, salvo reiterar viejas quejas y la inaceptable afirmación de que otras ex repúblicas soviéticas caen dentro de la "esfera de intereses privilegiados" de Rusia, Medvedev y Lavrov han sido vagos acerca de lo que tienen en mente.

Esto crea un vacío que Estados Unidos y sus socios europeos pueden llenar con sus propias propuestas. El objetivo de estas debería ser acelerar el surgimiento de un sistema internacional (del cual la OTAN forma parte) dispuesto a incluir a Rusia en lugar de excluirla o contenerla, y a fomentar las fuerzas positivas en Rusia que desean ver a su nación integrada en un mundo globalizado organizado en torno a la búsqueda de soluciones mutuas a problemas mutuos. (Financial Times)

## Honores y premios
- Gran Oficial de la Orden de las Tres Estrellas, Letonia (2012) [26]
- Gran Cordón de la Orden del Sol Naciente, Japón (2016)
- Orden del Toisón de Oro (Georgia)

## Lectura adicional
- Finan, Bill. "Diplomacia nuclear de cerca: Strobe Talbott habla de la administración Clinton y la India". India Review (enero de 2005), 4, n.º 1, págs. 84-97.
- Lane, Charles. «El Maestro del Juego: Un viaje a través del rastro documental de Strobe Talbott: rusófilo, partidario del establishment…», The New Republic, 7 de marzo de 1994. (páginas. 19–29)